# Harry von Arnim (General)

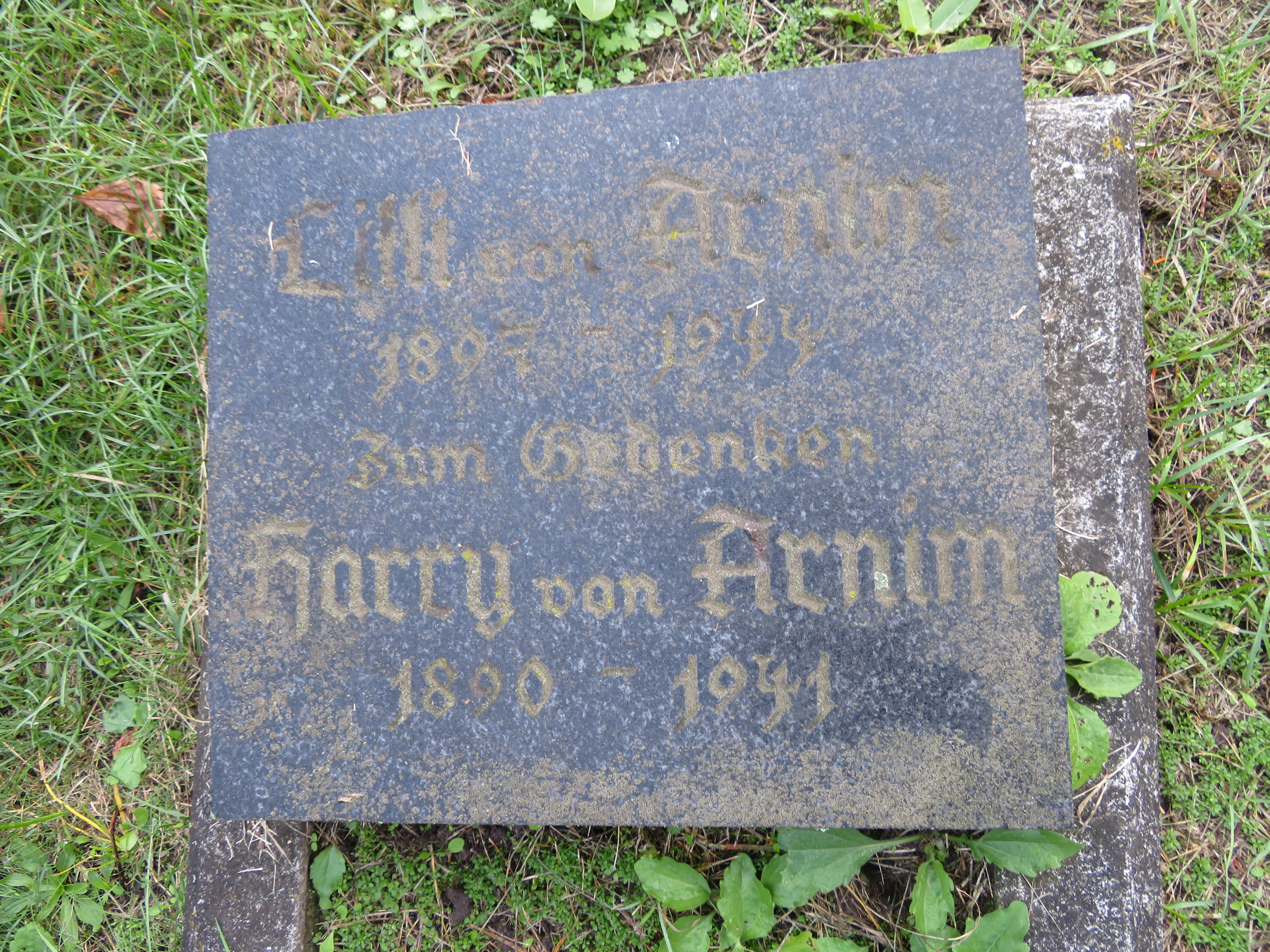
Gedenkhinweis auf Harry von Arnim auf dem Grabstein von Lilli von Armin auf dem Patronatsfriedhof Criewen

Harry Bernd von Arnim (* 26. März 1890 in Criewen; † 26. Oktober 1941 bei Naro-Fominsk, Sowjetunion) war ein deutscher Generalmajor der Wehrmacht im Zweiten Weltkrieg.

## Leben

### Herkunft
Er entstammte einem märkischen Adelsgeschlecht von Arnim und war der Sohn des späteren preußischen Landwirtschaftsministers und Mitglied des Preußischen Herrenhauses, dem Ritterschaftsrat Bernd von Arnim und dessen Ehefrau Margarete Freiin von Arnim (1859–1940).

### Militärkarriere
Arnim ging mit seinen Brüdern als Zögling auf die Ritterakademie Brandenburg auf der dortigen Dominsel. Dann trat er im Frühjahr 1912 als Fahnenjunker in das 1. Garde-Ulanen-Regiment der Preußischen Armee ein und wurde dort am 18. August 1913 mit Patent vom 19. August 1911 zum Leutnant befördert. Während des Ersten Weltkriegs kam er mit dem Regiment an der Westfront zum Einsatz und fungierte als Beritt-, Zug- und Eskadronführer. Am 5. Oktober 1916 zum Oberleutnant befördert und agierte zeitweilig auch als Kompanieführer in einem Garde-Infanterie-Regiment. Neben beiden Klassen des Eisernen Kreuzes erhielt Arnim das Verwundetenabzeichen in Silber, das Ritterkreuz II. Klasse des Ordens vom Zähringer Löwen mit Schwertern, das Kreuz für Auszeichnung im Kriege II. Klasse sowie das Lippische Kriegsverdienstkreuz. Die Verbündeten Österreicher würdigten ihn durch die Verleihung des Militärverdienstkreuzes III. Klasse mit Kriegsdekoration.
Nach dem Krieg wurde Arnim im Oktober 1919 in die Vorläufige Reichswehr übernommen und diente im Reiter-Regiment 4, dem späteren 4. (Preußisches) Reiter-Regiment in Potsdam. Mit seiner Beförderung zum Rittmeister am 1. Februar 1924 wurde Arnim zum Chef der 6. Eskadron ernannt. In gleicher Funktion folgte am 1. Juni 1930 seine Versetzung in das 15. (Preußisches) Reiter-Regiment in Neuhaus/Westfalen. Ab 1. Oktober 1932 war er für ein Jahr beim Stab des 14. Reiter-Regiments in Ludwigslust, wurde am 1. Oktober 1933 Major und war als solcher Lehrer an der Kavallerieschule Hannover.
Mit Wirkung zum 1. Oktober 1935 folgte seine Ernennung zum Abteilungskommandeur im Reiter-Regiment 13 sowie am 1. April 1936 die Beförderung zum Oberstleutnant. Ein Jahr später, zum 1. Oktober 1936, wurde von Arnim Kommandeur der Turnier- und Rennabteilung der Kavallerieschule Hannover. Zum 1. Oktober 1938 nahm er seinen Dienst beim Stab des Höheren Kavallerie-Offiziers 4 (Philipp Kleffel) in Hannover auf, wurde jedoch bereits wenige Monate später mit einer neuen Aufgabe betraut. Als Oberst wurde Arnim am 1. April 1939 zum Kommandeur der Wehrkreis-Reit- und Fahrschule Warendorf ernannt. Diesen Posten behielt Arnim über den Beginn des Zweiten Weltkriegs hinaus.
Am 30. Mai 1940 wurde er zum Kommandeur des Infanterie-Regiments 479 der 258. Infanterie-Division ernannt, mit dem er ab Juni 1941 am Krieg gegen die Sowjetunion teilnahm. Dort fiel er am 26. Oktober 1941 bei Naroforminsk. Postum wurde Arnim am 1. März 1943 mit Rangdienstalter vom 1. Oktober 1941 zum Generalmajor befördert.